# Pseudocercospora brachypoda
Pseudocercospora brachypoda är en svampart som först beskrevs av Speg., och fick sitt nu gällande namn av U. Braun 2000. Pseudocercospora brachypoda ingår i släktet Pseudocercospora och familjen Mycosphaerellaceae.   Inga underarter finns listade i Catalogue of Life.